# Andrzej Zoll

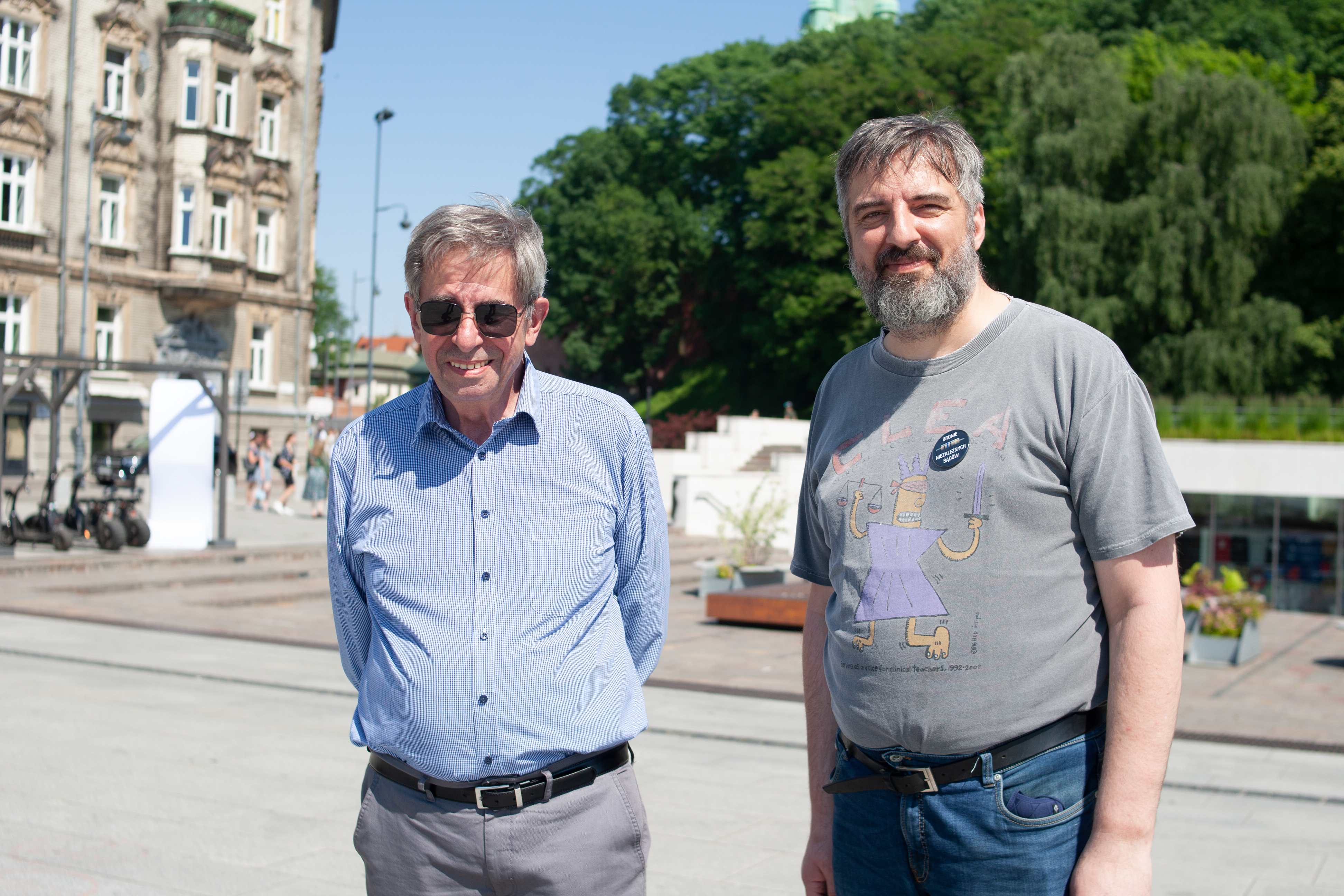
Andrzej Zoll wraz z synem Fryderykiem Zollem

Andrzej Stanisław Zoll (ur. 27 maja 1942 w Sieniawie) – polski prawnik i nauczyciel akademicki, profesor nauk prawnych, profesor zwyczajny Uniwersytetu Jagiellońskiego, w latach 1991–1993 przewodniczący Państwowej Komisji Wyborczej, w latach 1989–1997 sędzia, a w latach 1993–1997 prezes Trybunału Konstytucyjnego, w latach 2000–2006 rzecznik praw obywatelskich.

## Życiorys
W 1959 ukończył VI Liceum Ogólnokształcące im. Tadeusza Reytana w Warszawie, a w 1964 r. studia na Wydziale Prawa Uniwersytetu Jagiellońskiego w Krakowie. W 1968 uzyskał stopień doktora nauk prawnych, w 1973 otrzymał stopień doktora habilitowanego, na podstawie rozprawy zatytułowanej Materialnoprawna problematyka warunkowego umorzenia postępowania karnego. W 1988 uzyskał tytuł naukowy profesora nadzwyczajnego nauk prawnych. W 1991 został profesorem zwyczajnym. Jako nauczyciel akademicki zawodowo związany z Uniwersytetem Jagiellońskim, gdzie m.in. do 2013 pełnił funkcję kierownika Katedry Prawa Karnego.
Obejmował stanowiska profesora zwyczajnego w Wyższej Szkole Prawa i Administracji w Przemyślu oraz w WSPiA Rzeszowskiej Szkole Wyższej.
Jest autorem około 200 prac naukowych, głównie z zakresu prawa karnego, prawa konstytucyjnego i filozofii prawa, w tym artykułów naukowych publikowanych w czasopismach polskich i zagranicznych, a ponadto kilkudziesięciu publikacji o charakterze popularnonaukowym w dziedzinie publicystyki społecznej. Pod jego kierunkiem stopień naukowy doktora uzyskali m.in. Włodzimierz Wróbel (1992), Piotr Kardas (1996), Jarosław Majewski (1996), Janusz Raglewski (2000), Agnieszka Barczak-Oplustil (2003) i Mikołaj Małecki (2013).
Uczestniczył w pracach Centrum Obywatelskich Inicjatyw Ustawodawczych Solidarności. W 1989 brał udział w rozmowach Okrągłego Stołu jako ekspert prawny „Solidarności”. Pełnił funkcję zastępcy przewodniczącego Państwowej Komisji Wyborczej w okresie wyborów kontraktowych w czerwcu tego samego roku (z rekomendacji Komitetu Obywatelskiego).
W 1989 został wybrany na sędziego Trybunału Konstytucyjnego. W 1990 jako sędzia TK był przewodniczącym Państwowej Komisji Wyborczej w trakcie pierwszych powszechnych wyborów prezydenckich. W latach 1991–1993 przewodniczył PKW, działającej jako stały organ wyborczy. 19 listopada 1993 wybrano go na stanowisko prezesa Trybunału Konstytucyjnego, które zajmował do końca swojej kadencji (1997). Od 1989 do 2000 był wiceprzewodniczącym Komisji ds. Reformy Prawa Karnego, współautor reformy prawa karnego z 1997. W latach 1998–2000 był przewodniczącym Rady Legislacyjnej działającej przy prezesie Rady Ministrów.
Od 30 czerwca 2000 do 15 lutego 2006 pełnił funkcję rzecznika praw obywatelskich IV kadencji. W 2002 wybrany na wiceprezydenta Europejskiego Instytutu Ombudsmana. W 2010 podpisał się pod zainicjowanym przez Fundację Mamy i Taty listem otwartym przeciwko organizowaniu w Warszawie europejskiej parady mniejszości seksualnych EuroPride.
Był kuratorem Towarzystwa Biblioteki Słuchaczów Prawa UJ, którym kierował w czasach studenckich. Został członkiem Akademii Nauki i Sztuki w Salzburgu i polskiego PEN Clubu. Był też społecznym doradcą ministra sprawiedliwości Zbigniewa Ćwiąkalskiego. Powoływany w skład m.in. komisji działających w Polskiej Akademii Umiejętności. Był członkiem Komitetu Etyki w Nauce oraz Komitetu Nauk Prawnych Polskiej Akademii Nauk, został przewodniczącym Komisji do spraw Etyki w Nauce PAN. Członek krajowy czynny PAU oraz członek Kapituły Konkursu Pro Publico Bono. Członek honorowy krakowskiego klubu Rotary. Wszedł w skład Komitetu Wspierania Muzeum Historii Żydów Polskich Polin w Warszawie.
W czerwcu 2011 za wydaną w tym samym roku przez Wydawnictwo Literackie w Krakowie książkę Zollowie. Opowieść rodzinna uhonorowany został nagrodą Krakowska Książka Miesiąca.

## Życie prywatne
Jest synem Fryderyka Zolla (oficera i inżyniera), wnukiem Fryderyka Zolla (młodszego), prawnukiem Fryderyka Zolla (starszego), praprawnukiem Józefa Chrystiana Zolla. Ojciec Fryderyka Andrzeja Zolla, który został profesorem nauk prawnych.

## Odznaczenia i wyróżnienia
- Krzyż Komandorski z Gwiazdą Orderu Odrodzenia Polski (2011)[15]
- Krzyż Komandorski Orderu Odrodzenia Polski (1997)[16]
- Wielka Złota na Wstędze Odznaka Honorowa za Zasługi dla Republiki Austrii (1997)[17]
- Krzyż Komandorski Orderu Wielkiego Księcia Gedymina Republiki Litewskiej (1997)
- Wielki Krzyż Zasługi z Gwiazdą Orderu Zasługi Republiki Federalnej Niemiec
- Wielka Odznaka Adwokatura Zasłużonym (2007)[18]
- Medal Świętego Brata Alberta (2003)[19]
- Nagroda Małopolanin Roku (1995)[20]
- Nagroda Totus Tuus (2007)[21]
- Nagroda „Pro Arte Docendi” (2012)[22]
- Nagroda PAU im. Erazma i Anny Jerzmanowskich (2013)[23]
- Złoty Hipolit (2014)[24]
- Nagroda im. Józefa Dietla (2015)
- Doctor honoris causa Uniwersytetu Johannesa Gutenberga w Moguncji (1997)[25], Uniwersytetu Wileńskiego (2002)[26], Akademii Medycznej we Wrocławiu (2005)[27]
- Tytuł profesora honorowego Uniwersytetu Jagiellońskiego[28]

## Publikacje
- Materialnoprawna problematyka warunkowego umorzenia postępowania karnego, 1973.
- Okoliczności wyłączające bezprawność czynu (zagadnienia ogólne), 1982.
- Odpowiedzialność karna lekarza za niepowodzenie w leczeniu, 1988.
- Polskie prawo karne (współautor), 1995.
- Zasady odpowiedzialności karnej, 1998.
- Kodeks karny. Część ogólna. Komentarz do art. 1–116 Kodeksu karnego (współautor), 1998.
- Europejskie obywatelstwo a problem tożsamości europejskiej, 2003.
- Bezradność: interdyscyplinarne studium zjawiska w kontekście zmiany społecznej i edukacyjnej (współautor), 2005.
- Rzecznik Praw Obywatelskich – zadania konstytucyjno-prawne oraz funkcje publiczne w zakresie wspierania społeczeństwa obywatelskiego w Polsce, 2005.
- Chrześcijanin w nowoczesnym państwie, 2006.
- Formy stadialne i postacie zjawiskowe popełnienia przestępstwa (współautor), 2007.
- Polskie prawo karne. Część ogólna (współautor Włodzimierz Wróbel), 2010.
- Zollowie. Opowieść rodzinna, 2011.
- Konsekwencje rewolucji w prawie wyborczym, czyli jak postawić krzyżyk i dlaczego w kratce (autor przedmowy), 2018[29].
- Od dyktatury do demokracji i z powrotem. Autobiograficzna rozmowa o współczesnej Polsce (współautor: Marek Bartosik), 2018.